# Samovodenje
»Ne moreš voditi drugih, če ne znaš voditi samega sebe, samega sebe pa ne moreš voditi brez ustreznih pripomočkov.« - Ken Blanchard 
Vodenje je proces vplivanja. Naš največji potencial, da smo dobri vodje, pride iz nas samih. Če želimo iz sebe narediti učinkovito in uspešno osebo, ki bo dosegala rezultate in iz svojih izkušenj ter sposobnosti izvlekla najboljše, se moramo posvetiti samovodenju. Samovodenje je vodenje, ki ga izvajamo nad samimi seboj. To je sposobnost vplivanja, da dosežemo zastavljene cilje. Dobro vodenje sebe pomeni akcijo, ukrepanje, izvedbo in učinkovitost. Strategije učinkovitega vodenja so usmerjenost k dosežkom, celovito razmišljanje ter upravljanje s časom.

## Definicija samovodenja
Samovodenje opredeljujejo 4 lastnosti:
- Samozaznavanje – sposobnost priznati, sprejeti in biti pozoren na lastne vrednote, perspektive, moči, šibkosti, emocionalne potrebe in vodstveno nagnjenost.
- Samouravnavanje – sposobnost negovati in koristiti strast, sposobnosti, emocije in vodstvene zmogljivosti ter sposobnost odločanja.
- Zaznavanje drugih – sposobnost prepoznati in priznati strast, moči, šibkosti, potencial in potrebe drugih.
- Uravnavanje drugih – sposobnost spodbujanja rasti in motivacije pri drugih, da dosežejo svoj potencial in/ali dosežejo cilje organizacije.

Samovodenje se nanaša na sprejemanje odgovornosti za lastne odločitve in dejanja. Samovodja stalno izboljšuje lastno samozaznavanje, samozaupanje in samoučinkovitost. Samozaznavanje predstavlja poznavanje namenov in vrednot posameznika, kot tudi poznavanje dejavnikov, ki ga lahko razburijo. Samozaupanje je poznavanje lastnih močnih področij in sposobnosti. Ob dejanjih razvijamo sposobnosti in tako postanemo bolj samozavestni. Samoučinkovitost je prepričanje, da smo se zmožni spopasti z vsem, kar nam pride na pot. Vključuje ustvarjalnost in inovativnost.
Samovodje so boljši vodje ali uslužbenci, saj dobro delujejo v timih. Cilj samovodenja je doseči povezanost organizacijskih, skupinskih in lastnih ciljev ter uveljaviti spoštovanje do vrednot in identitete posameznika. Razvoj samovodenja v organizaciji zahteva spoštovanje posameznikovega dostojanstva.

### Strategije samovodenja
Samovodja se poslužuje strategij in ritualov, s katerimi usklajuje svoja dejanja z zastavljenimi cilji, da bi bil pri svojem delu uspešen. Poznamo več strategij, to so na primer:
- Osmišljanje namena težnje k osredotočanju na nalogo
- Opredelitev odgovornosti
- Notranje spodbujanje za občutek kompetentnosti
- Samozavestna dejavnost in iskanje povratnih informacij
- Pristno komuniciranje za dosego zmage
- Uvidevnost in uravnavanje čustev
- Vplivanje preko razumevanja namenov drugih

Samovodenje poteka preko posluževanja vedenjskih in psihičnih tehnik. Vedenjske tehnike samovodenja vključujejo samoopazovanje, zastavljanje lastnih ciljev, uravnavanje vedenja, zadajanje ustreznih kazni na neustrezno vedenje in iskanje nagrade v sami izvedbi naloge. Med psihične tehnike samovodenja spadajo preverjanje in spreminjanje lastnega dialoga, verjetij ter sklepanj, mentalno predstavljanje in navade v mišljenju.
Posameznik, ki izvaja samovodenje, je notranje motiviran, kar pomeni, da si sam določa nagrado ali kazen po potrebi. Samovodenje se osredotoča na vedenje in na kognicijo, torej na razumevanje, kakšna, zakaj in kako je neka odločitev domišljena in izvedena.
K razvoju samovodenja v organizaciji pripomorejo uslužbenci, če postanejo sami svoje vodje. Da se posameznik orientira proti cilju, je  pomembno, da si sam postavi vedenjske standarde in jih nadgrajuje preko učenja iz izkušenj. Ni boljše nagrade kot samohvale in ni večje kazni od samoobsojanja.

### Pomembnost samovodenja v razvoju vodenja
Kakršnakoli sposobnost vodenja se razvije na dobro osvojeni sposobnosti vodenja sebe. Na samovodenju sloni osebno vodenje, ki opisuje sposobnost in željo po utemeljeni smeri delovanja in ciljih. Vsebuje pogum, izbiro in predanost, da se posvetimo temu, kar smo si zamislili. Ko osvojimo osebno vodenje, se lahko posvetimo vodenju drugih, ki sloni na timskem vodenju. Timski vodja je nekdo, ki z namenom dosega cilja skupine, člane skupine vodi v želeno smer in jim daje navodila. S priložnostnim stilom vodenja, ki predstavlja premagovanje ovir, lahko izboljšamo vodstvene sposobnosti v organizacijah (business leadership). Organizacijsko vodenje predstavlja sposobnost razumevanja zaposlenih in njihovo usmerjanje za dosego cilja organizacije. Sposobnost priložnostnega vodenja pa lahko nadgradimo z vodenjem ob času uvajanja sprememb v podjetju, ki izpopolnjuje naše strateško vodenje. Strateško vodenje je sposobnost vplivanja na druge, da prostovoljno naredijo odločitve, ki povečajo možnost organizacijske dolgoročne uspešnosti in podpirajo njeno dolgoročno finančno stabilnost.
Vsa opisana vodenja, v katerih se uri in izpopolnjuje posameznik, lahko torej uspejo le, če imamo dober temelj v samovodenju. Samovodenje je proces samozrcaljenja. Potekajoče samovodenje je dozorevanje vodenja. Nekateri nikoli ne dozorijo kot pravi vodje, saj ne uspejo razviti dobrega samovodenja. Razvoj kompetence vodenja je pomemben, saj lahko slabo vodenje povzroči trpljenje ljudi, to pa ima lahko velike stroške za podjetje in družbo.

### Učinki samovodenja
Samovodenje omogoča posamezniku, da uravnava svoje življenje in njegov smisel. Z vodenjem sebe pridobi višjo stopnjo samozaznavanja, izboljša sposobnost za postavljanje ciljev, ima bolj uravnoteženo življenje, doživlja manj stresa, pridobi višjo samozavest in lahko odkrije kaj novega o sebi. Naučimo se sprejemati in ceniti druge, lahko preprečimo lasten upad sposobnosti in si zagotovimo dolgoročni uspeh, saj smo osredotočeni na to, kar je za naš uspeh pomembno.

## Samovodenje v organizaciji
Na delovnem mestu so pogoste situacije, kjer obvelja, da preživi najmočnejši. Kaj je skrivnost uspešnih? Posameznik se mora najprej usmeriti vase in ugotoviti, kako voditi samega sebe ter kakšen je lahko njegov prispevek k organizaciji, v kateri je zaposlen. Posameznik teži k samopreseganju, s tem pa vpliva tudi na sodelavce in posledično se lahko stil mišljenja, postavljanje ciljev in vrednote v organizaciji spremenijo. Če želimo biti uspešni morajo biti vrednote posameznika skladne z vrednotami organizacije, drugače ne bo dosegal želenih rezultatov. Razumeti moramo lastne prednosti in pomanjkljivosti. Na delovnem mestu poskušamo zmanjšati pomanjkljivosti do te mere, da ne zavirajo naših potencialov in se osredotočamo bolj na sposobnosti. Ljudje smo si različni tudi v načinu dela v timu. Posameznik je bolj učinkovit tam, kjer se počuti bolj svobodno.
Podjetja se zadnje čase soočajo predvsem s spremembami na področju razvoja tehnologije. Delovna sila 21. stoletja temelji na znanju, saj za hitre odločitve potrebuje več svobode kot pa pomoč in vodstvo. V organizacijah so nadomestili avtoritativne vodstvene stile z okrepitvijo skupinskega dela in samonadzora, da bi spodbudili inovativnost in kreativnost na delovnem mestu. Ena izmed dolžnosti vodje je, da trenira zaposlene v organizaciji, da postanejo boljši samovoditelji zato, da bodo lahko tudi sami v prihodnosti zavzeli vodstvene položaje.
Raziskave se osredotočajo na učinkovitost samovodenja na individualni ravni in na ravni skupine. Na individualni ravni ugotovitve kažejo, da povečano samovodenje izboljšuje delovno učinkovitostjo. Na ravni skupine rezultati niso tako enoznačni.
Pretekle raziskave so se osredotočale na individualne strategije samovodenja v organizaciji. Uslužbenci neprofitnih organizacij, ki kažejo uporabo samovodstvenih strategij, lahko povečajo osebno učinkovitost in učinkovitost organizacije kot celote. Individualna uporaba samovodstvenih strategij naj bi prispevala k izboljšavi miselnih vzorcev delavcev, boljši izvedbi delovnih nalog ter k sami učinkovitosti neprofitne organizacije. Na uspešno učenje samovodenja vpliva tudi posameznikova nuja za učenje, količina časa vloženega v učenje samovodenja, količina želene udeležbe v učenju, osebnost delavca, zaznana samoučinkovitost, lokus kontrole in stil dela, ki ga izvaja posameznik. Neprofitno delo je videno bolj kot strateško delo z nekim namenom in manj kot prisilna naloga.
Samovodenje je predvsem praktično v organizacijah. Ko uslužbencem organizacija priskrbi dodatna psihološka sredstva, zaposleni ne jemljejo dopusta zaradi stresa in tako organizacija profitira v času, poleg tega pa se poveča produktivnost zaradi boljših delovnih navad, ki so posledica treninga samovodenja.

## Tečaji samovodenja
Raziskava Kerrie L. Unsworth in Claire M. Mason je preučevala, kakšen efekt ima trening samovodenja na posameznikov stres. Raziskava je vsebovala dve študiji. V prvi študiji, ki je kot eksperimentalna imela tudi kontrolno skupino, sta raziskovalki preverjali, ali bi vključenost v program samovodenja pripomogla k povečani splošni samoučinkovitosti in k zmanjševanju doživljanja stresa. Udeleženci so izpolnjevali vprašalnike 1-2 tedna pred začetkom treninga in 2 tedna po koncu. Z drugo študijo sta skozi čas raziskovalki preverjali spreminjanje uporabe samovodstvenih strategij in stresa na večjem vzorcu udeležencev. Pomembna najdenja raziskave so, da samovodenje pripomore kot preventivni pristop k spopadanju s stresom. Samovodenje ne samo pomaga posamezniku soočati se s trenutnimi stresorji, temveč tudi pomaga pri preprečevanju prihodnjih stresorjev, preden se pojavijo.
Trening samovodenja udeležencem da psihološka sredstva, ki okrepijo njihovo samoučinkovitost in posledično zmanjšajo doživljanje stresa. Samovodenje posamezniku omogoča razvoj kombinacije vedenjskih, kognitivnih in emocionalnih strategij, ki so uporabne v različnih situacijah. Vedenjske samovodstvene strategije so strategije samoupravljanja kot na primer postavljanje ciljev, spremljanje samega sebe in samonagrajevanje. Kognitivne strategije vključujejo konstruktivne miselne vzorce in mentalno vajo oziroma mentalno predstavo. Emocionalnim strategijam lahko rečemo tudi naravne nagrade, saj jih sestavlja osredotočanje na notranjo motivacijo, ki jo dobimo iz narejene naloge, prilagajanje dela in okolja, v katerem delamo, lastnim interesom ter zadovoljstvo, ki ga dobimo iz naloge same.
Primer tečaja:
Marca 2016 je bil izveden tečaj Vodenje se začne pri meni. Ciljna skupina je bila vodstveni kader, ki želi povečati osebno učinkovitost in izboljšati lastne vodstvene sposobnosti. Seminar je temeljil na samorefleksiji in diskusijah v manjših skupinah. Tečaj je trajal 2 dni in je omogočal doseg različnih ciljev:
- Razumevanje in uporabljanje načel upravljanja samega sebe
- Izboljšanje osebne učinkovitosti
- Razvijanje strasti do nenehnega učenja
- Proaktivno in odgovorno delovanje do sebe
- Postavljanje avtoritete
- Razumevanje in posluževanje izbire nekoga za specifično nalogo

## Kako postati učinkovit samovodja?
Spodaj so prikazani trije koraki, kako se lahko hitro izboljšaš v samovodenju:
1. Pazi se domnevnih omejitev – včasih na nas pretekla prepričanja, tega pa se ne zavedamo. Verjamemo na primer, da nismo organizirani, kar otežuje našo sposobnost, da bi bili popolnoma učinkoviti na tem področju. Samovodje podrobno pregledajo svoja dolgoročna prepričanja in opustijo tista, ki otežujejo doseganje ciljev.
2. Poznaj svoje moči – vsak ima določene močne točke, v katerih je boljši od drugih. Če si dober v komuniciranju in motiviranju drugih, imaš osebno moč. Če si dober v socialnih veščinah in se drugi radi družijo s teboj, imaš moč razmerij. Če imaš specifično sposobnost za neko določeno področje, imaš moč znanja. Če si oseba, ki zna stvari spraviti v tek, imaš izvedbeno moč.
3. Sodeluj in uravnavaj – kot samovodja moraš uravnavati občutek kompetentnosti, predanosti na eni strani in stopnjo nadzora ter pomoči drugih, ki jo potrebuješ za uspeh, na drugi strani. Če si sposoben, ampak še vedno nekako previden v dejanjih, ne bo potreboval nadzora ampak pomoč. Če veš, kaj delaš in si samozavesten, da boš dosegel cilj, lahko ne potrebuješ niti nadzora niti pomoči drugih.

Razumevanje lastne stopnje razvoja in določitev stila vodenja, ki je najprimernejši za posameznika, je osnova samovodenja.

## Samovodenje in sorodni koncepti
Samovodenje je novejši koncept, zato pride do vprašanja, če je koncept čisto nov ali le novo poimenovanje za podobne, že znane konstrukte. Samovodenje se od vodenja razlikuje po tem, da vodenje opredeljuje proces vplivanja na druge, samovodenje pa opredeljuje proces vplivanja nase z namenom doseganja ciljev. Podobno vodenju, zajema upoštevanje drugih, vendar z namenom, da to znanje uporabi posameznik na sebi, se prilagaja drugim, se neprestano izboljšuje in tako doseže boljše rezultate. Vodenje temelji na dobro usvojenem samovodenju. Sorodni pojem bi lahko bil osebnostna rast, saj je bistvo samovodenja, da se posameznik izboljša v vodstvenih spretnostih, to pa doseže preko dela na sebi. Prav tako bi lahko bil soroden pojem čustvena inteligenca, saj mora biti dober samovodja sposoben razumeti in uravnavati lastna čustva ter potrebe, da se lahko motivira za delo.